# Dihedraal

Dihedraal in vooraanzicht. Boven: positieve dihedraal; onder: negatieve dihedraal of "anhedraal". Midden: geen dihedraal

Dihedraal is een ontwerpmogelijkheid bij vliegtuigen die de laterale stabiliteit versterkt. Dit principe heeft te maken met de zogenaamde V-stelling van de vleugels. 
Stel er vindt een ongewenste rolbeweging, zonder aileron-uitslag, om de langs-as plaats. Hierdoor zal de liftkracht van de vleugels niet meer recht omhoog, maar onder een hoek komen te staan. Door deze hoek heeft de lift naast een verticale ook een horizontale component, waardoor er een bepaalde horizontale snelheid is ontstaan. Deze snelheid veroorzaakt een zijwaartse windsnelheid op de vleugels. Als de vleugels nu in het verlengde van elkaar liggen (geen dihedral vleugelstelling), heeft deze windsnelheid hetzelfde effect op beide vleugels en zal de situatie niet verder veranderen. Echter, wanneer de vleugels in een V-stelling staan (dihedral) werkt de wind onder een verschillende hoek op beide vleugels. Door de kleinere hoek van de windsnelheid op de onderste vleugel zal deze meer lift leveren dan de bovenste vleugel, waarop de wind in verhouding onder een grotere hoek stroomt. Door dit verschil in lift zal het vliegtuig zichzelf recht trekken. Hieruit kan geconcludeerd worden dat de dihedral vleugelstelling zorgt voor statische laterale stabiliteit.

## Anhedraal
Een vleugel die een hoek omlaag maakt heet "anhedraal" (zie figuur). Dit heeft een tegengesteld effect: de laterale stabiliteit vermindert.